# André Montmorency
 (juillet 2016).
Si vous disposez d'ouvrages ou d'articles de référence ou si vous connaissez des sites web de qualité traitant du thème abordé ici, merci de compléter l'article en donnant les références utiles à sa vérifiabilité et en les liant à la section « Notes et références ».
André Montmorency, né le 30 mai 1939 à Montréal et mort le 5 juillet 2016  à Montréal, est un acteur et un metteur en scène québécois . 

## Biographie
André Montmorency œuvre dans le milieu artistique québécois depuis le milieu des années cinquante.
Il est surtout connu au Québec, mais a également fait sa marque au Canada anglais comme metteur en scène (À toi pour toujours ta Marie-Lou de Michel Tremblay à Toronto en 1974). Il a fait plusieurs tournées internationales avec le Théâtre du Rideau Vert, notamment à Paris et à Moscou. Il a mis en scène L’heureux stratagème de Marivaux en 1964 (mention honorable d’André Malraux à Paris), de même que Le songe d’une nuit d’été de Shakespeare en 1965. Les Cahiers de théâtre Jeu ont considéré comme la plus inventive des années 1970 sa mise en scène-oratorio de À toi pour toujours ta Marie-Lou pour le TPQ au début des années 1980.
Son plus grand succès en tant qu'acteur de théâtre reste Monsieur Jourdain dans Le Bourgeois gentilhomme de Molière, qu’il a joué presque 200 fois pour le théâtre du Trident (Québec), le Théâtre Paul Hébert (Île d’Orléans), le TNM (Montréal) et le Centre National des arts (Ottawa), de 1987 à 1989,.
À la télévision de Radio-Canada, il a été le héros des enfants rebelles de 1967 à 1978 en interprétant Friponneau dans La Ribouldingue, et celui des homosexuels qui l’idolâtraient dans l'émission Chez Denise, dans laquelle il a joué Christian Lalancette de 1978 à 1983. Pendant 5 ans, de 1998 à 2004, il a interprété Victor dans la télésérie Le Retour sur les ondes de TVA. Durant cette même période, il a été chroniqueur culinaire pour l'émission Flash à TQS et pour le Journal de Montréal.
Il a également joué au cinéma dans Il était une fois dans l'Est (1974), Parlez-nous d'amour (1976), Ding et Dong, le film (1990), Alisée (1991), L'Oreille d'un sourd (1996), Le Petit ciel (1999), Histoires d'hiver (1999) et Mars et Avril (2012).
André Montmorency a également collaboré à différents projets de doublage pour la télévision et le cinéma. Il a notamment doublé la voix de Walter Koenig dans le rôle de l'officier Pavel Chekov pour la série télévisée originale Star Trek entre 1967 et 1969.
À l’Opéra, il s'est illustré comme metteur en scène et chanteur, notamment dans La Veuve joyeuse de Franz Lehar (2002) et dans La Belle Helène de Jacques Offenbach. Il serait trop long et fastidieux d’énumérer ici ses talents de peintre, de polémiste ou de chanteur populaire dans de nombreuses comédies musicales (Des Grenouilles et des Hommes, 1998 et 2007).
Écrivain à ses heures, André Montmorency a publié cinq ouvrages entre 1983 et 2005, dont La Revanche du pâté chinois qui a confirmé ses talents de gastronome. En 1992, Montmorency publie son autobiographie De la ruelle au boulevard dans laquelle il retrace son parcours personnel et professionnel. Il y évoque pour la première fois, publiquement, son homosexualité. Il a écrit régulièrement ses chroniques Les Montréalités de Momo pour le journal Le Plateau et a peint de façon boulimique depuis l'arrivée de son alter ego : Pablo van Momo.
Le fonds d'archives d'André Montmorency est conservé au centre d'archives de Montréal de Bibliothèque et Archives nationales du Québec.
André Montmorency meurt le 5 juillet 2016 à l'âge de 77 ans à la suite d'une succession de pleurésies.

## Filmographie

### Comme scénariste
- 1979 : Siocnarf

### Comme acteur

#### Cinéma
- 1974 : Il était une fois dans l'Est : Sandra
- 1976 : Parlez-nous d'amour : le journaliste à potins
- 1990 : Ding et Dong, le film : Ministre
- 1991 : Alisée : Jérémie
- 1993 : Batman: Le Masque du Phantasme : Salvatore (Sal) Valestra (voix)
- 1996 : L'Oreille d'un sourd : Ruby
- 1996 : James et la Pêche géante : le ver de terre (voix)
- 1999 : Le Petit ciel : Nabuchodonosor
- 1999 : Histoires d'hiver : Monsieur Gagné
- 2000 : Atlantide, l'empire perdu : Fenton Harcourt (voix)
- 2002 : Hé Arnold !, le film : Grand-Père Phil (voix)
- 2009 : Harry Potter et le Prince de sang-mêlé : Horace Slughorn (voix)
- 2011 : Harry Potter et les Reliques de la Mort - 2e Partie : Horace Slughorn (voix)
- 2012 : Mars et Avril : Pierrot

#### Télévision
- 1956 : Le Survenant (série TV) : Dollard
- 1959 : CF-RCK (série TV) : Pierre Belhumeur
- 1967 - 1971 : La Ribouldingue (série TV) : Friponneau
- 1967-1969 : Star Trek : Pavel Chekov (voix)
- 1968 - 1971 : Grujot et Délicat : Belzébuth le chat
- 1977 - 1979 : Bye Bye (TV) : rôles variés
- 1979 - 1982 : Chez Denise (série TV) : Christian Lalancette
- 1984 : Le Parc des braves (série TV) : annonceur de radio
- 1985 : L'Agent fait le bonheur (série TV) : Aurèle Bourque
- 1986 : L'amour avec un grand A (série TV)
- 1989 - 1992 : Rira Bien (série TV) : rôles variés
- 1990 - 1991 : Denise... aujourd'hui (série TV) : Christian Lalancette
- 1993 : Les grands procès (série TV) : Généreux Ruest
- 1996 : Urgences (série TV) : Armand Richard
- 1996 - 2001 : Le Retour (série TV) : Victor Hamelin
- 1997 : Paparazzi (série TV) : Roger Rouleau
- 1997 - 1999 : Lapoisse et Jobard (série TV) : Kloterboc

#### Radio
- Pipandor (série radiophonique) : Colégram

### Comme animateur
- 1998 à 2003 : Sortie gaie

### Comme réalisateur
- 1997 : Lapoisse et Jobard (série télévisée)

## Livres
- 1983 : Souffrance que j'ai du fun ! (Théâtre québécois)
- 1992 : De la ruelle au boulevard (Biographie)
- 1997 : La Revanche du pâté chinois
- 1999 : La Maîtresse de l'homme invisible
- 2005 : Momo déménage ! : autobiographie non autorisée
- 2014 : Gloire soit aux pères : roman à l'index

## Récompenses et nominations

### Récompenses
Plusieurs trophées jalonnent sa longue carrière, parmi lesquels :
- 1959 : Best actor Dominion Drama Festival à Toronto
- 1964 : mention honorable d’André Malraux à Paris pour L’heureux stratagème de Marivaux
- 1989 : prix de la critique pour Le Roi se Meurt d’Eugène Ionesco au TNM
- 1990 : Gémeau pour Rira Bien à TVA

## Anecdotes
Il s'est publiquement déclaré apostat de la foi catholique romaine. Canoe  Infos  Québec-Canada: Montmorency apostasie
- Naissance : rue St-Timothé, Montréal — Réf. : Documentaire: "BINGO" (Canal HISTORIA)